# Индийские чехони-шелы
Индийские чехони-шелы (лат. Chela) — род лучепёрых рыб семейства карповых. Обитают в Южной Азии.

## Описание
Небольшие рыбы длиной около 7—8 см. Тело обычно сжато с боков. Рот небольшой направлен вверх. Глаза крупные, расположены в передней части головы. Спинной плавник с 9—13 лучами. Анальный плавник имеет от 13 до 26 лучей. Хвостовой плавник раздвоен и насчитывает до 19 полных лучей. Рыбы обитают в мелких ручьях и прудах.

## Список видов
Род состоит из 3 видов:
- Chela cachius (Hamilton, 1822)
- Chela khujairokensis Arunkumar, 2000
- Chela macrolepis Knight et Rema Devi, 2014

## Распространение
Представители рода встречаются в Индии, Шри-Ланке, Пакистане, Мьянме, Таиланд, Малайзии и на Суматре